# Glagahan (Perak)
Glagahan is een bestuurslaag in het regentschap Jombang van de provincie Oost-Java, Indonesië. Glagahan telt 3239 inwoners (volkstelling 2010).